# حسین رحمانی لشگری
حسین رحمانی یا با نام کامل حسین رحمانی لشگری (متولد ۲۰ آذر ۱۳۲۶ ، اهواز) صداپیشه اهل ایران بود.[۲]

## زندگینامه
یکی از خویشاوندانش صاحب استودیوی دوبلاژ بود.ضمن اینکه هم در تئاتر وهم در حیطه دوبلاژ تبحری خاصی ذاشت و آدم خیلی با سواد وبا استعدادی بود.پس از ورود به دوبله درخشید و خیلی زود توسط سایر مدیران دوبلاژ دعوت بکار شد.[۴]
زنده یاد آدم خیلی پرکاری بود ودر اکثر فیلمها حرف میزد.وی فعالیت هنری خود را با بازی در تئاتر با ناصر محمدی و زنده‌یاد هادی اسلامی در نمایش «روسری قرمز» آغاز کرد. وی فعالیت در دوبله را در از 20 سالگی و از سال 1346 در استودیو شهاب زیر نظر زنده‌یادان منصور متین، عطاءالله کاملی و محمدعلی زرندی دوبله کار کرد.و تا سال 1360 ادامه داد وی آدم خیلی پرکاری بود.ولی متاسفانه از آقای رحمانی خیلی کم نام برده میشود.[۵]
ﺭﺣﻤﺎﻧﯽ ﺻﺪﺍﯾﯽ ﻣﻨﺤﺼﺮ ﺑﻪ ﻓﺮﺩ ﻭ ﺧﺎصی ﺩﺍﺷﺖ ﻭﯼ ﺧﯿﻠﯽ ﺳﻠﯿﺲ ﻭ ﺭﻭﺍﻥ ﺻﺤﺒﺖ ﻣﯽ ﮐﺮﺩ ﮐﻪ ﻧﺸﺎﻧﻪ ﺗﮑﻨﯿﮏ ﺧﺎﺹ ﻭﯼ ﺩﺭ ﮔﻔﺘﺎﺭ ﺑﻮﺩ . ﺩﺭ ﺻﺪﺍﯾﺶ ﻋﻼﻭﻩ ﺑﺮ ﺻﻼﺑﺖ ﺷﻮﺥ ﻃﺒﻌﯽ ﺧﺎﺻﯽ ﻫﻢ ﻣﻮﺝ ﻣﯽ ﺯﺩ .وی از سال 1347 مشغول به بازی در تئاترها و سریال‌های تلویزیونی شد. از سریال‌هایی که آن زمان ایفای نقش کرد میتوان از «تلخ و شیرین» و «همه از یک خانواده‌ایم» نام برد. از هنرپیشه‌های مطرح مجموعه «تلخ و شیرین» ساخته‌ منصور پورمحمد می توان از زنده‌یاد حمیده خیرآبادی، زنده‌ یاد نعمت‌الله گرجی، گیتی ساعتچی، ثریا قاسمی و زنده‌یاد حسین عرفانی نام برد.یادم میاد در فیلم اخرین قارون به جای ﺩﻭ ﻫﻨﺮﭘﯿﺸﻪ ﻣﻌﺮﻭﻑ ﺩﯾﮕﺮ ﻫﻢ ﺩﺭ ﻓﯿﻠﻢ نقش آفرینی میکردند. بجای ﺩﺍﻧﺎ ﺍﻧﺪﺭﻭﺯ ﻭ ﺩﺍﻧﺎﻟﺪ ﭘﻠﺰﻧﺲ همزمان ﺑﻪ ﺟﺎﯼ ﻫﺮ ﺩﻭ ﺣﺴﯿﻦ ﺭﺣﻤﺎﻧﯽ ﺻﺤﺒﺖ ﮐﺮﺩﻩ بود.دیگر کار شاخص حسین رحمانی در دوبله فیلم کمدی «12 صندلی» در نقش پدر فیودور است که با مزه‌پرانی های به‌جا شیرینی اثر را برای تماشاگر ایرانی دو چندان میکرد.رحمانی اوایل دهه 60 از ایران رفت. از نمایش هایی که در لندن بازی کرد می توان به این موارد اشاره کرد: «ایرج میرزا»، «واریته ...»، «حاکم عوضی»، «کی به کیه»، «هردمبیل» و نمایش های که خودش بر روی صحنه برد: «دزد و پنجره»، «امیر ارسلان در لندن» و «اسمال در لندن» بود.

## مرگ
وی در 19 دی ماه سال 1372 در 46 سالگی به دلایل نامعلوم درگذشت.[۵]